# Cricetulus migratorius
El hámster migratorio (Cricetulus migratorius) es una especie de roedor miomorfo de la familia Cricetidae.

## Distribución
Está ampliamente distribuido en Europa y Asia, encontrándose en Afganistán, Bulgaria, Irán, China, Grecia, Irak Israel, Jordania, Kazajistán, Líbano, Moldavia, Mongolia, Pakistán, Rumania, Rusia, Turquía y Ucrania.

## Hábitat
Su hábitat natural son las zonas rocosas.